# جون بينتون (لاعب كرلنغ)
جون بينتون (بالإنجليزية: John Benton) هو لاعب كرلنغ أمريكي، ولد في 23 يونيو 1969 في ستيلووتر في الولايات المتحدة.

## وصلات خارجية
- جون بينتون على موقع الاتحاد الدولي للكرلنغ (الإنجليزية)
- جون بينتون على موقع اللجنة الأولمبية الدولية (الإنجليزية)
- جون بينتون على موقع أوليمبيديا (الإنجليزية)
- جون بينتون على موقع اللجنة الأولمبية والبارالمبية الأمريكية (الإنجليزية)